# Kevin Williams (cestista)
Kevin Eugene Williams (New York, 11 settembre 1961) è un ex cestista statunitense, professionista nella NBA.

## Carriera
Venne selezionato dai San Antonio Spurs al secondo giro del Draft NBA 1983 (46ª scelta assoluta).

## Palmarès
- All-CBA Second Team (1986)